# Bảo tàng Miền Trung Slovakia
Bảo tàng Miền Trung Slovakia (tiếng Slovakia: Stredoslovenské múzeum) là một bảo tàng tọa lạc tại số 3755/4A phố Nám SNP, thành phố Banská Bystrica, Slovakia. Giám đốc đương nhiệm của bảo tàng là Tiến sĩ Marcel Pecník.

## Miêu tả
Bảo tàng Miền Trung Slovakia là một tổ chức cấp khu vực. Các hoạt động của bảo tàng tập trung vào việc cung cấp tài liệu phong phú về sự phát triển của xã hội và tự nhiên ở miền Trung Slovakia. Ba triển lãm của bảo tàng hiện được bố trí ở tòa nhà Matej, tòa nhà Thurz và trang viên Tihani.

## Lịch sử
Bảo tàng được thành lập vào năm 1889, theo khởi xướng của người dân thành phố Banská Bystrica. Cụ thể, vào ngày 12 tháng 7 năm 1889, hội đồng thành phố Banská Bystrica thông qua việc thành lập Bảo tàng Thành phố (nay là Bảo tàng Miền Trung Slovakia) tại một cuộc họp.
Eduard Cserey là một nhà xây dựng và một nhà sưu tập người gốc Banská Bystrica. Vào năm 1897, Bảo tàng Thành phố ở Banská Bystrica đã mua từ ông bản thiết kế có niên đại lâu đời nhất ở Slovakia, được tạo ra tại Kremnica. Cuộc triển lãm đầu tiên của Bảo tàng Thành phố ra mắt tại tòa nhà Matej vào ngày 17 tháng 10 năm 1909.